# 山崎将平
山﨑 将平（やまざき しょうへい、1990年3月31日 - ）は、千葉県出身の俳優である。
血液型O型。レディバードを経て、オフィスムギ所属。
2004年、第17回「ジュノン・スーパーボーイ・コンテスト」審査員特別受賞（当時14歳、中学3年生）。

## 出演作

### 映画
- 蒼き狼 〜地果て海尽きるまで〜（澤井信一郎監督・2007年） - ベクテル役
- DIVE!!（熊澤尚人監督・2008年） - 丸山レイジ役
- ナイトツアー（2009年）
- 細菌列島（2009年）
- ごくせん THE MOVIE（佐藤東弥監督・2009年） - 吉村将平役
- リアル鬼ごっこ2（柴田一成監督・2010年） - 佐藤貴章役
- 君に届け（熊澤尚人監督・2010年）
- 仮面ライダーフォーゼ THE MOVIE みんなで宇宙キターッ!（坂本浩一監督・2012年） - 野々村公夫 役（友情出演）
- 忍たま乱太郎 夏休み宿題大作戦!の段（田﨑竜太監督・2013年） - 立花仙蔵 役
- ちょっと思い出しただけ（松居大悟監督・2022年） - 酔っ払い 役
- #ピリオド打ったらカタルシス（CRAZY JOE監督・2022年） - 主演 ヒロ 役

### テレビドラマ
- ガチバカ!（TBS、2006年） - 窓山渡役
- 鉄板少女アカネ!! 第4話（TBS、2006年）
- 生徒諸君!（テレビ朝日、2007年） - 三浦海役
- 初恋net.com 〜忘れられない恋のうた〜 episode.3 陽に向かう（ABC、2007年） - 凛太郎（中学時代）役
- 連ドラ深夜 拝啓トリュフォー様 "テレビドラマのつくり方"（テレビ朝日、2008年） - サード助監督・柏木健一 役
- ごくせん卒業スペシャル'09（日本テレビ、2009年3月28日）
- 仮面ライダーシリーズ
  - 仮面ライダーフォーゼ（テレビ朝日、2012年1月8・15日） - 野々村公夫 役
  - 仮面ライダービルド（テレビ朝日、2017年9月3日・2018年6月24日） - 志水恭一 役
- リアル鬼ごっこ THE ORIGIN（首都圏トライアングル、2013年） - 久保田 役
- めしばな刑事タチバナ 第10話（テレビ東京、2013年6月19日） - 田辺賢人 役

### 舞台
- SAKURA（脚本：藤森一朗 演出：須田祐大、2010年）

### MV
- ドレスコーズ「やりすぎた天使」(2022年）
- スピッツ「美しい鰭」（2023年）

### CM
- Info-CX「ふれあいラグーン」（2007年）
- セブンイレブンネットプリント[家族編]会えなくてもすぐそばに（2021年）

### バラエティ
- イケメンデルの法則（2009年9月3日、関西テレビ）